# روبرت ديفيدسون
روبرت ديفيدسون (بالإنجليزية: Robert Davidson)‏ هو سياسي أسترالي، ولد في 4 سبتمبر 1856، وتوفي في 5 أغسطس 1931. انتخب عضو الجمعية التشريعية نيو ساوث ويلز.